# Česko na zimních paralympijských hrách
Česká republika se paralympijských her poprvé účastnila jako samostatný stát v roce 1994 a od té doby se zúčastnila všech zimních paralympijských her. Do roku 1992 soutěžili čeští sportovci za Československo.

## Účast na ZPH
| Poř. | Česko na ZPH      | Město / Země                     | Zlatá olympijská medaile | Stříbrná olympijská medaile | Bronzová olympijská medaile | Celkem |
| 6    | Česko na ZPH 1994 | 1994 Lillehammer (Norsko)        | 0                        | 0                           | 1                           | 1      |
| 7    | Česko na ZPH 1998 | 1998 Nagano (Japonsko)           | 3                        | 3                           | 1                           | 7      |
| 8    | Česko na ZPH 2002 | 2002 Salt Lake City (USA)        | 2                        | 1                           | 2                           | 5      |
| 9    | Česko na ZPH 2006 | 2006 Turín (Itálie)              | 0                        | 1                           | 0                           | 1      |
| 10   | Česko na ZPH 2010 | 2010 Vancouver (Kanada)          | 0                        | 0                           | 1                           | 1      |
| 11   | Česko na ZPH 2014 | 2014 Soči (Rusko)                | 0                        | 0                           | 0                           | 0      |
| 12   | Česko na ZPH 2018 | 2018 Pchjongčchang (Jižní Korea) | 0                        | 0                           | 0                           | 0      |
| 13   | Česko na ZPH 2022 | 2022 Peking (Čína)               | 0                        | 0                           | 0                           | 0      |
|      | Celkem            |                                  | 5                        | 5                           | 5                           | 15     |

## Medaile podle zimních sportů
| Sport           | Zlato | Stříbro | Bronz | Celkem |
| Alpské lyžování | 5     | 5       | 5     | 15     |
| Celkem          | 5     | 5       | 5     | 15     |

## Přehled vlajkonošů
Uvedeni jsou vlajkonoši na zahajovacím ceremoniálu příslušných paralympijských her.
| Rok  | Dějiště        | Vlajkonoš       | Sport           |
| ---- | -------------- | --------------- | --------------- |
| 1994 | Lillehammer    |                 |                 |
| 1998 | Nagano         |                 |                 |
| 2002 | Salt Lake City |                 |                 |
| 2006 | Turín          | Anna Kulíšková  | alpské lyžování |
| 2010 | Vancouver      | Anna Kulíšková  | alpské lyžování |
| 2014 | Soči           | Stanislav Loska | alpské lyžování |